# Ynys Gored Goch

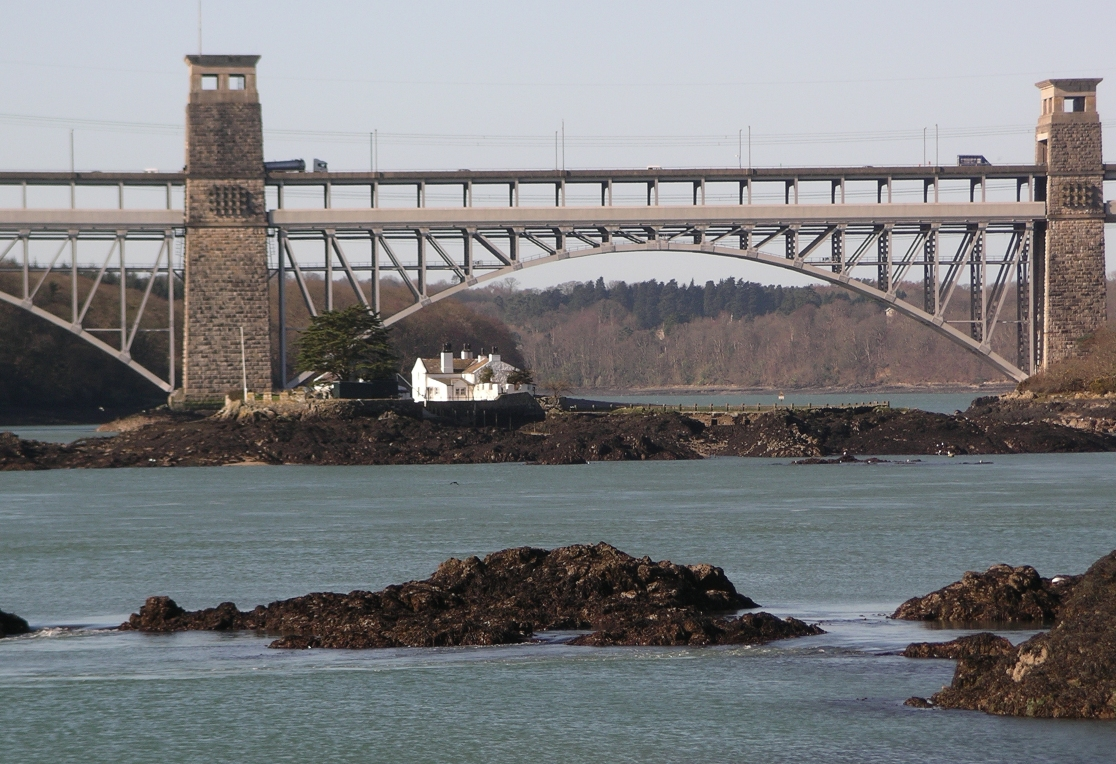
Ynys Gored Goch

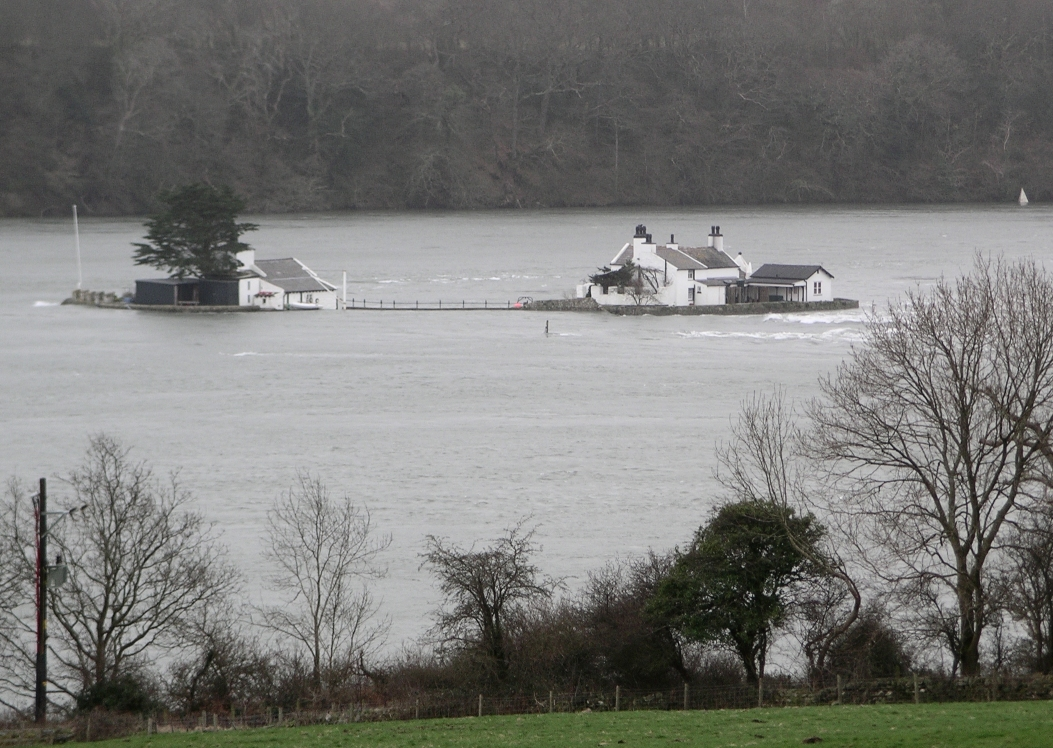
Ynys Gored Goch bij hoog springtij

Ynys Gored Goch is een klein eiland in de Menai Straat, tussen Gwynedd en Anglesey in Noord-Wales. Het ligt tussen de Menai Suspension Bridge en de Britannia Bridge.
Op het eiland bevindt zich een woonhuis en een omgebouwd gebouw waarin vroeger vis werd gerookt. De hevige getijdenwerking in de riviermonding zorgt voor waterhoogtes die tot 11 meter kunnen variëren. Dijken rond de bebouwing en pompen verhinderen overstroming. De grootte van het eiland wisselt sterk door het tij en varieert van 0,2 ha tot 1,5 ha. Het eiland is alleen te bereiken met een boot.